# Каннский кинофестиваль 1958
11-й Каннский кинофестиваль проходил со 2 по 18 мая 1958 года в Каннах, Франция.

## Жюри
- Марсель Ашар (Франция) (президент)
- Томико Асабуки (Япония)
- Бернар Бюффе (Франция)
- Жан де Баронселли (Франция) (критик)
- Хельмут Койтнер (ФРГ)
- Дадли Лесли (Великобритания)
- Мадлен Робинсон (Франция)
- Ладислао Вайда (Испания)
- Чарльз Видор (США)
- Сергей Юткевич (СССР)
- Чезаре Дзаваттини (Италия)
- Норман Макларен (Канада) (короткометражные фильмы)
- Жан Митри (Франция) (короткометражные фильмы)
- Кришна Рибуд (Индия) (короткометражные фильмы)
- Эдмон Сешан (Франция) (короткометражные фильмы)
- Ежи Тёплиц (Польша) (короткометражные фильмы)

## Фильмы в конкурсной программе
| Победители выделены отдельным цветом. |

| Название                        | Оригинальное название                  | Режиссёр                    | Страна         |
| ------------------------------- | -------------------------------------- | --------------------------- | -------------- |
| На пороге жизни                 | Nära livet                             | Ингмар Бергман              | Швеция         |
| Братья Карамазовы               | The Brothers Karamazov                 | Ричард Брукс                | США            |
| La Caleta olvidada              | La Caleta olvidada                     | Бруно Гебель                | Чили           |
| Сорняки Баррагана               | Ciulinii Bărăganului                   | Луи Дакен, Георге Витанидис | Румыния        |
| Летят журавли                   | Летят журавли                          | Михаил Калатозов            | СССР           |
| Любовь под вязами               | Любовь под вязами                      | Делберт Манн                | США            |
| The Flute and the Arrow         | The Flute and the Arrow                | Арне Суксдорф               | Швеция         |
| L'Eau vive                      | L'Eau vive                             | Франсуа Вилье               | Франция        |
| Гоха                            | Goha                                   | Жак Баратье                 | Франция        |
| Vasvirág                        | Vasvirág                               | János Herskó                | Венгрия        |
| Хождение за три моря            | Хождение за три моря, परदेसी             | Василий Пронин, Ходжа Аббас | СССР, Индия    |
| Долгое жаркое лето              | The Long, Hot Summer                   | Мартин Ритт                 | США            |
| Бесхарактерный мужчина          | L'uomo di paglia                       | Пьетро Джерми               | Италия         |
| Το τελευταίο ψέμα               | Το τελευταίο ψέμα                      | Михалис Какоянис            | Греция         |
| Мой дядюшка                     | Mon Oncle                              | Жак Тати                    | Франция        |
| Девять жизней                   | Ni Liv                                 | Арне Скоуэн                 | Норвегия       |
| Приказы убивать                 | Orders to Kill                         | Энтони Асквит               | Великобритания |
| Философский камень              | পরশ পাথর                                | Сатьяджит Рай               | Индия          |
| Rosaura a las 10                | Rosaura a las 10                       | Марио Соффичи               | Аргентина      |
| Сисси. Трудные годы императрицы | Sissi — Schicksalsjahre einer Kaiserin | Эрнст Маришка               | ФРГ, Австрия   |
| Снежная страна                  | 雪国                                   | Сиро Тоёда                  | Япония         |
| Харчевня в Шпессарте            | Das Wirtshaus im Spessart              | Курт Хофман                 | ФРГ            |
| Жижковский романс               | Žižkovská romance                      | Збынек Бриних               | Чехословакия   |
| La venganza                     | La venganza                            | Хуан Антонио Бардем         | Испания        |
| Бронзовые лица                  | Visages de bronze                      | Bernard Taisant             | Испания        |
| Молодые мужья                   | Giovani mariti                         | Мауро Болоньини             | Италия         |

## Награды
- Золотая пальмовая ветвь: Летят журавли, реж. Михаил Калатозов
- Приз жюри:
  - Гоха
  - Бронзовые лица
- Особый приз жюри: Мой дядюшка
- Приз за лучшую мужскую роль:
  - Пол Ньюмен — Долгое жаркое лето
- Приз за лучшую женскую роль:
  - Биби Андерссон, Эва Дальбек, Барбро Хиорт аф Орнес и Ингрид Тулин — На пороге жизни
- Приз за лучшую режиссуру: Ингмар Бергман — На пороге жизни
- Приз за лучший сценарий: Молодые мужья
- Особое упоминание: Летят журавли
- Золотая пальмовая ветвь за короткометражный фильм: Джоконда: История наваждения и Сена встречает Париж